# Aleksiej Jakimienko
Aleksiej Andriejewicz Jakimienko (ros. Алексей Андреевич Якименко; ur. 31 października 1983 w Barnaule) – rosyjski szablista, brązowy medalista olimpijski, sześciokrotny medalista mistrzostw świata, wielokrotny medalista mistrzostw Europy.
Podczas igrzysk olimpijskich w Atenach w 2004 roku reprezentacja Rosji w składzie: Siergiej Szarikow, Aleksiej Djaczenko, Stanisław Pozdniakow i Aleksiej Jakimienko zajęła drużynowo trzecie miejsce. Na rozgrywanych cztery lata później igrzyskach olimpijskich w Pekinie zajął 4. miejsce w turnieju drużynowym i 21. w indywidualnym. Następnie był czwarty drużynowo i dziewiąty indywidualnie podczas igrzysk olimpijskich w Londynie w 2012 roku. Brał też udział w igrzyskach olimpijskich w Rio de Janeiro w 2016 roku, gdzie w turnieju indywidualnym był siedemnasty.
Na mistrzostwach świata w Hawanie w 2003 roku razem z Pozdniakowem, Grigorijem Kirijenko i Aleksiejem Djaczenko wywalczył złoty medal w zawodach drużynowych. W tej samej konkurencji zdobywał też złote medale na mistrzostwach świata w Lipsku (2005), mistrzostwach świata w Paryżu (2010) i mistrzostwach świata w Katanii (2011). Ponadto zdobył brązowe medale indywidualnie podczas mistrzostw świata w Lipsku (2005) i mistrzostw świata w Turynie (2006).
Wielokrotnie zdobywał także medale mistrzostw Europy, w tym złote: drużynowo na mistrzostwach Europy w Bourges (2003), mistrzostwach Europy w Gandawie (2007) i mistrzostwach Europy w Kijowie (2008) oraz indywidualnie podczas mistrzostw Europy w Izmirze (2006), mistrzostw Europy w Lipsku (2010) i mistrzostw Europy w Sheffield (2011).